# Шур Геннадій Григорович
Геннадій Григорович Шур (нар. 16 жовтня 1946) — радянський футболіст, а також український футбольний та футзальний тренер.

## Клубна кар'єра
На клубному рівні виступав за «Енергія» (Сєверодвінськ).

## Кар'єра тренера
По завершенні кар'єри гравця розпочав тренерську діяльність. З 1972 по 2003 рік працював тренером у Дитячо-юнацької спортивній школі № 1 Дніпропетровська. У 1987 році, після створення футзального клубу «Механізатор» (Дніпропетровськ, зайняв посаду головного тренера новоствореної команди, яку займав до розформування клубу 1997 року (з перервою в 1993—1995 роках). Неодноразово здобував найвищі трофеї. Потім знову працював у ДЮСШ № 1. У 1999 році очолював запорізький футзальний клуб «Запоріжкокс». У 2003 році перейшов на посаду тренера у ДЮСШ «Інтер» (Дніпропетровськ), а в 2006 році зайняв посаду директора школи. З 2011 року приєднався до тренерського штабу академії дніпропетровського «Дніпра».

## Досягнення

### Як тренера
«Механізатор» (Дніпропетровськ)
- Чемпіонат України
  -  Чемпіон (3): 1990, 1991, 1994/95
  -  Срібний призер (1): 1995/96

- Кубок України
  -  Володар (4): 1991, 1992, 1994/95, 1995/96

- Кубок СРСР
  -  Володар (1): 1991

### Відзнаки
- Заслужений тренер України